# 월경지

(그림 1) C의 주권이 B에 속해 있으며, B의 경계를 넘어 존재하기 때문에 C는 B의 월경지이다. 이에 대해 C는 A의 영토에 둘러싸여 있기 때문에 A의 위요지이다.

(그림 2) C는 B의 월경지이지만, A와 D가 국경을 공유하고 있기 때문에 위요지는 아니다

남아프리카 공화국은 레소토(빨강 부분)를 완전히 감싸고 있다.

월경지(越境地)는 특정 국가나 특정 행정 구역에 속하면서 본토와는 떨어져, 그 주위를 다른 나라 · 행정 구역 등에 둘러싸여 격리된 곳으로, 비지(飛地)·비입지(飛入地)·포령(包領) 등의 용어도 쓰인다. 이들은 개념 상 모두 영어의 “exclave”(엑스클레이브, 엑스클라베)와 대응한다. 만약 둘러싸인 땅이 그 자체로 독립 정체(政體)를 형성하고 있는 경우에는 해당하지 않으며, 하나의 땅이 주변을 완전히 다른 국가의 영토에 둘러싸여 있을 때는 위요지(圍繞地; enclave: 엔클레이브, 엔클라베)라 부른다.
예를 들어 레소토의 국경은 모두 남아프리카공화국에 둘러싸여 있는데, 특정 국가의 일부가 아니므로 월경지가 아닌, 남아프리카 공화국의 위요지이다. 

## 월경지, 위요지의 유형에 따른 분류

### 참 월경지
참 월경지란 월경지가 속한 국가는 독립 국가이지만, 타국 영토를 거치지 않고는 도달할 수 없는 경우를 말한다. 대표적인 예로 서베를린이 있다. 독일 통일 이전에 서베를린은 서독의 월경지였으며 동독에 둘러싸인 월경지였다(이 중 서베를린에 속하는 슈타인슈튀켄 등 일부 지역은 이 서베를린 본토에서도 떨어져 있는 월경지로 존재하였다).

### 내륙국(위요지)
레소토는 주위가 남아공 한나라에 완전히 둘러싸인 국가이나 별도의 국가에 소속되어 있는 속령이 아니므로 월경지는 아니다. 산마리노나 바티칸, 과거 대한민국의 청원군과의 통합 이전의 청주시 등도 같은 유형에 속한다.

### 임시 월경지
특정한 상황에서 특별한 목적으로 한 나라가 타국에 자국 영토의 일부의 영유권을 임시로 양도한 경우에 생기는 월경지를 말한다.
- 현재 유고슬라비아 왕국의 명목상의 국왕인 알렉산다르 카라조르제비치는 본래 왕실 일가가 제2차 세계대전으로 인해 영국으로 망명해있던 도중인 1945년에 태어났다. 그런데 유고슬라비아 왕국의 왕위 계승법상 유고슬라비아 국적을 갖지 않은 사람은 왕위 계승자가 될 수 없었고, 유고슬라비아는 출생지주의를 택하고 있었기 때문에, 그가 영국 영토에서 태어나 영국 국적을 갖게 될 경우, 왕위 계승권이 박탈될 수 있었다. 그래서 영국 정부는 특별히 그가 태어나기 전에, 유고슬라비아 왕실 일가가 묵고 있던, 런던의 클라리지 호텔(Claridge's Hotel)의 212호실의 영유권을 잠시 유고슬라비아에 양도하여 이 방은 유고슬라비아 왕국의 임시 월경지가 되었다. 이윽고, 알렉산다르 왕세자가 태어나자, 곧바로 이 방의 영유권은 영국에 반환되었다.

- 여객기 팬암 103호 폭파사건 때 이들 테러범들을 조사하기 위한 영국의 임시법원(스코틀랜드 법률의 적용을 받는)이 네덜란드의 위트레흐트 부근에 있는 캠프 차이스트(Zeist)에 설치된 일이 있다. 따라서 이 임시 법원은 네덜란드 영토 안에 있는 영국(스코틀랜드)의 월경지가 되었다. 법원은 1999년 소집되어 2002년에 네덜란드에 반환됨으로써 월경지가 소멸되었다.

### 실질 월경지 및 준 월경지
실질 월경지란 본래적 의미의 월경지에는 해당되지 않지만, 본토와 산, 강 등 자연적 장애물로 막혀 있어 실질적으로 타 영토/행정구역을 지나야만 동일 영토/행정구역 간 왕래가 가능한 경우를 말한다. 또한 본래적 의미의 월경지에 해당되지만, 그 영토의 독립성이 떨어지는 경우(본토와 매우 인접한 경우 등)를 준 월경지라 한다.

### 치외법권 지역
대사관이나 외국 주둔 군대의 군사기지는 보통 주재국(駐在國) 법률의 적용을 받지 않는다. 이 권리를 치외법권이라고 한다. 치외법권 지역은 엄밀하게는 월경지가 아니기 때문에 그 주권은 어디까지나 주재국에 있다. 대사관 및 군대 주둔지 이외의 치외법권 지역에는 다음과 같은 것들이 있다.
- 미국 뉴욕에 있는 유엔 본부: 유엔에 속함.
- 팔라초 말타(Palazzo Malta): 로마에 있으며 몰타 기사단에 속함.
- 트리폴리 대한민국 대사관: 리비아에 있으며 대한민국에 속함.

### 민족 월경지
민족 월경지란 특정 민족집단(ethnic group)이 모여 사는 지구를 말한다. 코리아타운, 차이나타운, 리틀 이탈리아 등이 민족 월경지에 속한다. 이들 지역은 독자적인 언어와 문화를 지니고 있으며 자체적으로 작동하는 경제 시스템도 보유하고 있다.

### 양외지(讓外地)
특별한 사유에 의해서 어떤 나라의 영토 내에 다른 나라가 소규모의 땅이나 건물을 관리하는 경우가 있는데 이를 양외지라고 한다. 양외지에는 종종 면세 등 그 나라 법률 상의 특혜가 적용된다. 양외지는 일반적인 의미의 월경지에는 속하지 않으며, 치외법권 지역과도 다르다.
양외지의 예로는 다음이 있다.
- 영국령인 세인트헬레나섬에 있던 옛 나폴레옹 보나파르트의 묘는 프랑스의 양외지이다.
- 영국령 채널 제도의 건지섬에 있는 빅토르 위고의 집은 프랑스의 양외지이다.
- 하와이 제도에 있는 제임스 쿡의 묘지는 영국의 양외지이다.
- 그리스의 테살로니키에 있는 무스타파 케말 아타튀르크의 생가는 터키의 양외지이다.
- 포클랜드 제도에서 사는 주민들 중 자신의 국적이 아르헨티나라고 주장하는 사람들의 집은 모두 아르헨티나의 양외지이다. 또한 영국이라고 주장하면 그 사람의 집 역시 영국의 양외지이다. 참고로 그렇게 아르헨티나의 양외지가 된 지역의 주민은 아르헨티나 정부에서 1인당 100,000 미국 달러를 지급해 주며 이 돈을 받은 사람들은 국적을 변경할 수 없다.

### 외국 영토를 지나는 특정 국가의 국유도로
1963년에서 2002년 사이에 독일령 젤프칸트를 경유하여 루르몬트와 헤를렘을 연결하는 N274도로는 제2차 세계 대전 이후에 네덜란드령으로 합병되었다가 1963년 독일로 반환되었다.

## 월경지에 준하는 경우

감비아는 바다에 접해 있는 한쪽 면을 제외하면 세네갈에 완전히 둘러싸여 있는 일방면해국이다

### 일방 면해지(一方面海地)
일방면해지란 지역의 좁은 영역이 바다에 면해 있는 반면, 나머지는 특정 국가(또는 타행정구역)에 의해 완전히 둘러싸인 땅을 말한다. 감비아(세네갈에 둘러싸임), 모나코(프랑스에 둘러싸임), 브루나이(말레이시아에 둘러싸임) 등은 일방면해지에 속한다. 중화민국 신주시는 서쪽을 제외한 나머지 방향으로는 전부 신주현에 둘러싸여 있다.

## 위요지의 예
- 산마리노와 바티칸 시국은 이탈리아에 둘러싸여 있다.
- 레소토는 남아프리카 공화국에 둘러싸여 있다.
- 독일 브레멘, 베를린은 각각 니더작센주, 브란덴부르크주에 둘러싸여 있다.
- 일본 히로시마현 후추정은 히로시마시에 둘러싸여 있는 위요지이다.
- 군 내의 읍이 부(1949년 이후 시)로 승격될 경우 많은 부(시)들이 군에 둘러싸여 있었다.(2014년 통합 전까지의 청주시와 청원군이 대표적인 예)
- 광주광역시는 전라남도에 둘러싸여 있는 위요지이다.
- 중화민국의 자이시는 자이현에 둘러싸인 위요지이다.
- 말레이시아의 쿠알라룸푸르와 푸트라자야는 슬랑오르주에 둘러싸인 위요지이다.
- 오스트레일리아의 오스트레일리아 수도 준주는 뉴사우스웨일스주에 둘러싸인 위요지이다.

## 국제 월경지의 예

### 현재
"둘러싸는 곳"란에 하나의 국가만 표시된 곳은 위요지이다.
| 이름                      | 넓이 (km2)        | 소속                                             | 둘러싸는 곳                                                                                   | 좌표                                                                    | 비고 |
| ------------------------- | ----------------- | ------------------------------------------------ | --------------------------------------------------------------------------------------------- | ----------------------------------------------------------------------- | --- |
| 바를러나사우 (8)          | 0.150684          | 네덜란드 (노르트브라반트주)                      | 벨기에 (안트베르펜주)                                                                         | 북위 51° 24′ 43″ 동경 4° 52′ 16″ / 북위 51.41194° 동경 4.87111°         | 네덜란드의 월경지 8개. 이 중 7개는 벨기에 월경지 내부에 있는 상호 월경지이다. |
| 포르티요스호와 해안       | ~0.46             | 니카라과 (리오산후안주)                          | 코스타리카 (리몬주)                                                                           | 북위 10° 55′ 55.1″ 서경 83° 40′ 12.4″ / 북위 10.931972° 서경 83.670111° | 2018년 2월 국제사법재판소에서 포르티요스호와 이에 접한 해안을 제외한 포르티요스섬 일대를 전부 코스타리카령으로 판결해 월경지가 생성됨.                                            |
| 뮌슈테르빌드헨            | 1.826             | 독일 (노르트라인베스트팔렌주)                    | 벨기에 (리에주주)                                                                             | 북위 50° 39′ 36″ 동경 06° 11′ 24″ / 북위 50.66000° 동경 6.19000°        | 펜반 서쪽 월경지 중 가장 북쪽에 있는 것. |
| 뢰트게너발트              | 9.98              | 독일 (노르트라인베스트팔렌주)                    | 벨기에 (리에주주)                                                                             | 북위 50° 39′ 36″ 동경 06° 11′ 24″ / 북위 50.66000° 동경 6.19000°        | 펜반 서쪽 월경지. 주도로를 제외한 중앙부는 원래 벨기에 땅이었음. |
| 뤽슐라크                  | 0.016             | 독일 (노르트라인베스트팔렌주)                    | 벨기에 (리에주주)                                                                             | 북위 50° 35′ 52″ 동경 06° 14′ 53″ / 북위 50.59778° 동경 6.24806°        | 펜반 서쪽 월경지 중 가장 작은 것. 집 한 채와 정원이 있음. |
| 뮈체니히                  | 12.117            | 독일 (노르트라인베스트팔렌주)                    | 벨기에 (리에주주)                                                                             | 북위 50° 33′ 54″ 동경 06° 13′ 05″ / 북위 50.56500° 동경 6.21806°        | 펜반 서쪽 월경지. |
| 루이츠호프                | 0.937             | 독일 (노르트라인베스트팔렌주)                    | 벨기에 (리에주주)                                                                             | 북위 50° 31′ 29″ 동경 06° 11′ 39″ / 북위 50.52472° 동경 6.19417°        | 펜반 서쪽 월경지 중 가장 남쪽에 있는 것 (1949년 이후). |
| 뷔징겐                    | 7.62              | 독일 (바덴뷔르템베르크주)                        | 스위스 (샤프하우젠주)                                                                         | 북위 47° 42′ 동경 08° 42′  / 북위 47.700° 동경 8.700°                   | 최단 거리로 동쪽 700 m에 독일 본토가 있음. |
| 산코보 메드베지예         | 4.54              | 러시아 (브랸스크주)                              | 벨라루스 (호멜주)                                                                             | 북위 52° 28′ 48″ 동경 31° 33′ 51″ / 북위 52.48000° 동경 31.56417°       | |
| 리코마섬                  | 130.0 (수역 포함) | 말라위 (북부지구)                                | 모잠비크 (니아사주)                                                                           | 남위 12° 04′ 동경 34° 44′  / 남위 12.067° 동경 34.733°                  | 말라위호에 위치. 모잠비크령 호안에서 5 km 떨어져 있다. |
| 치주물루섬                | 101.4 (수역 포함) | 말라위 (북부지구)                                | 모잠비크 (니아사주)                                                                           | 남위 12° 01′ 00″ 동경 34° 37′ 14″ / 남위 12.01667° 동경 34.62056°       | 말라위호에 위치. 말라위 본토 호안에서 46 km 떨어져 있다. |
| 다하그람                  | 25.95             | 방글라데시 (랑푸르주)                            | 인도 (서벵골주)                                                                               | 북위 26° 18′ 동경 88° 57′  / 북위 26.300° 동경 88.950°                  | 인도-방글라데시 월경지 중 2015년 이후로 현존하는 유일한 것. 방글라데시 본토에서 178 m 떨어져 있으며, 틴비가 회랑으로 연결되어 있음.                                               |
| 바를러헤르토흐 (22)       | 2.3448            | 벨기에 (안트베르펜주)                            | 네덜란드 (노르트브라반트주)                                                                   | 북위 51° 26′ 13″ 동경 4° 55′ 43″ / 북위 51.43694° 동경 4.92861°         | 벨기에의 월경지 22개. |
| 메주레체                  | 3.9584            | 보스니아헤르체고비나 (스릅스카 공화국 포차 지방) | 세르비아 (즐라티보르구)                                                                       | 북위 43° 33′ 30″ 동경 19° 25′ 30″ / 북위 43.55833° 동경 19.42500°       | 보스니아헤르체고비나 본토에서 남쪽으로 1130 m 거리에 위치. |
| 리비아                    | 12.84             | 스페인 (카탈루냐)                                | 프랑스 (옥시타니)                                                                             | 북위 42° 28′ 동경 1° 59′  / 북위 42.467° 동경 1.983°                    | 안도라 동쪽에 있는 월경지. 스페인 본토에서 2 km 떨어져 있다. |
| 나흐와                    | ~5.2              | 아랍에미리트 (샤르자 토후국)                     | 오만 (무산담주)                                                                               | 북위 25° 16′ 동경 56° 16′  / 북위 25.267° 동경 56.267°                  | 오만의 월경지 마드하에 둘러싸여 있는 상호 월경지이다. |
| 아르츠바셴                | ~40               | 아르메니아 (게가르쿠니크주)                      | 아제르바이잔                                                                                  | 북위 40° 38′ 동경 45° 30′  / 북위 40.633° 동경 45.500°                  | 1992년 나고르노카라바흐 전쟁 이후로 아제르바이잔이 점유. |
| 아피페그란데섬 등 (4)     | ~320              | 아르헨티나 (코리엔테스주)                        | 파라과이 (미시오네스주)                                                                       | 남위 27° 31′ 서경 56° 51′  / 남위 27.517° 서경 56.850°                  | 아르헨티나와 파라과이의 국경이 파라나강 우안을 따라 나 있는데 아피페그란데섬 등은 하중도이면서 아르헨티나에 속해서 생긴 월경지.                                                   |
| 엔트레리오스섬            | ~36               | 아르헨티나 (코리엔테스주)                        | 파라과이 (녬부쿠주)                                                                           | 남위 27° 25′ 서경 57° 30′  / 남위 27.417° 서경 57.500°                  | 아르헨티나와 파라과이의 국경이 파라나강 우안을 따라 나 있는데 엔트레리오스섬 등은 하중도이면서 아르헨티나에 속해서 생긴 월경지. 무인도.                                           |
| 마르틴가르시아섬          | 1.84              | 아르헨티나 (부에노스아이레스주)                  | 우루과이                                                                                      | 남위 34° 10′ 47″ 서경 58° 15′ 00″ / 남위 34.17972° 서경 58.25000°       | 라플라타강 하구의 우루과이 쪽에 위치한 섬. 1973년 조약으로 아르헨티나 땅으로 확정됨.                                                                                              |
| 나흐츠반 자치 공화국      | 5500              | 아제르바이잔                                     | 아르메니아, 이란, 터키                                                                        | 북위 39° 20′ 동경 45° 30′  / 북위 39.333° 동경 45.500°                  | |
| 바르후다를르              | ~22               | 아제르바이잔 (가자흐구)                          | 아르메니아 (타부시주)                                                                         | 북위 41° 00′ 동경 45° 13′  / 북위 41.000° 동경 45.217°                  | 1992년 나고르노카라바흐 전쟁 이후로 아르메니아가 점유. |
| 야라둘루 농지 (2)         | 0.12, 0.06        | 아제르바이잔 (아흐스타파구)                      | 아르메니아 (타부시주)                                                                         | 북위 41° 00′ 51.8″ 동경 45° 26′ 12.2″ / 북위 41.014389° 동경 45.436722° | 두 아제르바이잔령 농지가 국경에서 50 m 떨어져서 아르메니아의 위요지가 되어 있음. 주변 지역은 1992년 나고르노카라바흐 전쟁 이후로 아제르바이잔이 점유하므로, 사실상 월경지가 아님. |
| 유하르 애스키파라         | ~37               | 아제르바이잔 (가자흐구)                          | 아르메니아 (타부시주)                                                                         | 북위 41° 04′ 동경 45° 01′  / 북위 41.067° 동경 45.017°                  | 1992년 나고르노카라바흐 전쟁 이후로 아르메니아가 점유, 마을이 파괴됨. |
| 캐르키                    | 19                | 아제르바이잔 (나히체반 자치 공화국 새대래크구)   | 아르메니아 (아라라트주)                                                                       | 북위 39° 47′ 동경 44° 57′  / 북위 39.783° 동경 44.950°                  | 1992년 나고르노카라바흐 전쟁 이후로 아르메니아가 점유. |
| 마드하                    | 75                | 오만 (무산담주)                                  | 아랍에미리트 (샤르자 토후국)                                                                  | 북위 25° 17′ 동경 56° 17′  / 북위 25.283° 동경 56.283°                  | 내부에 아랍에미리트령 상호 월경지 나흐와가 있다. |
| 토레스 해협 제도 일부 (7) | ~2400 (영해 포함) | 오스트레일리아 (퀸슬랜드)                        | 파푸아뉴기니                                                                                  | 남위 9° 25′ 23″ 동경 142° 32′ 10″ / 남위 9.42306° 동경 142.53611°       | 토레스 해협 파푸아뉴기니 영해 안에 포함된 섬과 환초가 있다. 1985년 조약으로 이 월경지들의 영해는 3 해리 이내로 제한된다.                                                          |
| 융홀츠                    | 7.05              | 오스트리아 (티롤주)                              | 독일 (바이에른주)                                                                             | 북위 47° 34′ 동경 10° 27′  / 북위 47.567° 동경 10.450°                  | 조르크슈로펜산이 사합점이다. |
| 필로메나그란데섬 등 (5)   | ~23               | 우루과이 (리오네그로주)                          | 아르헨티나 (엔트레리오스주)                                                                   | 남위 32° 59′ 서경 58° 06′  / 남위 32.983° 서경 58.100°                  | 우루과이와 아르헨티나의 국경이 우루과이강을 따라 나 있는데, 필로메나그란데섬을 포함한 아르헨티나 쪽 5개 하중도의 영유권이 우루과이에 있음.                                        |
| 샤히마르단                | ~38.2             | 우즈베키스탄 (페르가나구)                        | 키르기스스탄 (밧켄주)                                                                         | 북위 39° 58′ 59″ 동경 71° 48′ 18″ / 북위 39.98306° 동경 71.80500°       | |
| 소흐                      | ~234              | 우즈베키스탄 (페르가나구)                        | 키르기스스탄 (밧켄주)                                                                         | 북위 40° 02′ 39″ 동경 71° 05′ 39″ / 북위 40.04417° 동경 71.09417°       | 대부분의 인구가 타지크인에 키르기스인이 소수로, 우즈베크인은 거의 없음. |
| 자니아일                  | ~0.8              | 우즈베키스탄 (페르가나구)                        | 키르기스스탄 (밧켄주)                                                                         | 북위 40° 12′ 19″ 동경 71° 39′ 58″ / 북위 40.20528° 동경 71.66611°       | 우즈베키스탄 국경에서 1 km 이내에 있음. |
| 촌코라                    | ~3                | 우즈베키스탄 (페르가나구)                        | 키르기스스탄 (밧켄주)                                                                         | 북위 40° 14′ 37″ 동경 71° 02′ 14″ / 북위 40.24361° 동경 71.03722°       | 행정적으로 소흐에 속함. |
| 캄피오네디탈리아          | 1.6               | 이탈리아 (롬바르디아주)                          | 스위스 (티치노주)                                                                             | 북위 45° 58′ 10″ 동경 8° 58′ 25″ / 북위 45.96944° 동경 8.97361°         | 루가노호변에 있으며, 이탈리아 본토에서 직선 거리로 1 km, 가장 가까운 이탈리아의 마을인 란초딘텔비까지 도로를 따라 14 km.                                                          |
| 키타수에뇨                | 3577 (영해 포함)  | 콜롬비아 (산안드레스이프로비덴시아주)            | 니카라과                                                                                      | 북위 14° 24′ 1″ 서경 81° 7′ 47″ / 북위 14.40028° 서경 81.12972°         | 2012년 국제사법재판소의 판결로 키타수에뇨는 콜롬비아의 영토가 되고 주변 해역은 니카라과의 배타적경제수역이 됨.                                                                    |
| 세라나                    | ~2800 (영해 포함) | 콜롬비아 (산안드레스이프로비덴시아주)            | 니카라과                                                                                      | 북위 14° 17′ 13″ 서경 80° 21′ 48″ / 북위 14.28694° 서경 80.36333°       | 2012년 국제사법재판소의 판결로 세라나는 콜롬비아의 영토가 되고 주변 해역은 니카라과의 배타적경제수역이 됨.                                                                        |
| 브레조비차줌베라치카 (2)  | 0.0183+           | 크로아티아 (카를로바츠주)                        | 슬로베니아 (메틀리카)                                                                         | 북위 45° 41′ 22″ 동경 15° 18′ 12″ / 북위 45.68944° 동경 15.30333°       | 슬로베니아령 브레조비차프리메틀리키와 하나의 마을로, 남쪽에 있는 기존 월경지와 북쪽에 있는 2017년에 상설중재법원의 결정으로 생긴 신규 월경지 두 개가 있다.                        |
| 바라크 (사실상)           | 2.07              | 키르기스스탄 (카라수구)                          | 우즈베키스탄 (안디잔주)                                                                       | 북위 40° 40′ 동경 72° 46′  / 북위 40.667° 동경 72.767°                  | 우즈베키스탄이 바라크와 인접한 마을인 아크타슈로 통하는 길목을 점유하고 있어 사실상 월경지가 되었으며, 두 마을은 1.5 km 떨어져 있다.                                              |
| 오르미디아                | 1.694             | 키프로스 (라르나카구)                            | 데켈리아                                                                                      | 북위 34° 59′ 33″ 동경 33° 46′ 49″ / 북위 34.99250° 동경 33.78028°       | |
| 크실로팀부                | 0.947             | 키프로스 (라르나카구)                            | 데켈리아                                                                                      | 북위 35° 01′ 03″ 동경 33° 44′ 37″ / 북위 35.01750° 동경 33.74361°       | |
| 데켈리아 발전소           | ~0.161            | 키프로스 (라르나카구)                            | 데켈리아                                                                                      | 북위 34° 58′ 49″ 동경 33° 44′ 45″ / 북위 34.98028° 동경 33.74583°       | 바다와 접해 있지만 영국 영해이며, 상주 인구 없음. |
| 데켈리아 발전소 건너편    | ~0.28             | 키프로스 (라르나카구)                            | 데켈리아                                                                                      | 북위 34° 59′ 04″ 동경 33° 44′ 37″ / 북위 34.98444° 동경 33.74361°       | 발전소와 영국령 도로를 두고 나뉘어 있음. |
| 보루흐                    | ~96.7             | 타지키스탄 (수그드주)                            | 키르기스스탄 (밧켄주)                                                                         | 북위 39° 51′ 04″ 동경 70° 38′ 00″ / 북위 39.85111° 동경 70.63333°       | |
| 카이라가치                | ~0.88             | 타지키스탄 (수그드주)                            | 키르기스스탄 (밧켄주)                                                                         | 북위 40° 04′ 05″ 동경 69° 32′ 41″ / 북위 40.06806° 동경 69.54472°       | |
| 사르반                    | 8.4               | 타지키스탄 (수그드주)                            | 우즈베키스탄 (나망간주)                                                                       | 북위 40° 58′ 00″ 동경 70° 36′ 56″ / 북위 40.96667° 동경 70.61556°       | |
| 가자 지구                 | 360               | 팔레스타인                                       | 이스라엘, 이집트; 지중해                                                                      | 북위 31° 25′ 동경 34° 20′  / 북위 31.417° 동경 34.333°                  | |
| (공해)                    | ~800000           | -                                                | 나우루, 미크로네시아 연방, 솔로몬 제도, 키리바시, 투발루, 파푸아뉴기니, 피지, 북마리아나 제도 | 남위 5° 0′ 동경 166° 10′  / 남위 5.000° 동경 166.167°                   | |
| (공해)                    | ~190000           | -                                                | 노르웨이, 아이슬란드, 그린란드, 페로 제도                                                     | 북위 71° 38′ 동경 3° 40′  / 북위 71.633° 동경 3.667°                    | |
| (공해)                    | ~14000            | -                                                | 뉴질랜드                                                                                      | 남위 49° 32′ 동경 173° 6′  / 남위 49.533° 동경 173.100°                 | 뉴질랜드 남섬 남동쪽 배타적경제수역 안에 있음. |
| (공해)                    | ~1300             | -                                                | 뉴질랜드                                                                                      | 남위 44° 19′ 동경 178° 12′  / 남위 44.317° 동경 178.200°                | 뉴질랜드 북섬 남동쪽 배타적경제수역 안에 있음. |
| (공해)                    |                   | -                                                | 마다가스카르, 모리셔스, 세이셸; 트로믈랭섬                                                    | 남위 12° 31′ 동경 53° 46′  / 남위 12.517° 동경 53.767°                  | |
| (공해)                    | ~20000            | -                                                | 멕시코, 미국, 쿠바                                                                            | 북위 25° 41′ 서경 87° 1′  / 북위 25.683° 서경 87.017°                   | 통칭 “Eastern Gap” |
| (공해)                    | 17467             | -                                                | 멕시코, 미국                                                                                  | 북위 25° 39′ 서경 92° 46′  / 북위 25.650° 서경 92.767°                  | 통칭 “Wetern Gap”. 해양법에 관한 유엔 협약의 특수 사례로 멕시코와 미국의 배타적경제수역으로 인정됨.                                                                               |
| (공해)                    | ~190000           | -                                                | 미국(알래스카), 러시아                                                                        | 북위 57° 6′ 서경 179° 4′  / 북위 57.100° 서경 179.067°                  | |
| (공해)                    | ~380000           | -                                                | 미크로네시아 연방, 인도네시아, 파푸아뉴기니, 팔라우                                           | 북위 2° 43′ 동경 142° 53′  / 북위 2.717° 동경 142.883°                  | |
| (공해)                    | ~1400000          | -                                                | 미크로네시아 연방, 일본, 팔라우, 필리핀, 북마리아나 제도                                      | 북위 15° 26′ 동경 133° 0′  / 북위 15.433° 동경 133.000°                 | |
| (공해)                    | ~77000            | -                                                | 바누아투, 솔로몬 제도, 피지                                                                   | 남위 15° 16′ 동경 173° 0′  / 남위 15.267° 동경 173.000°                 | |
| (남중국해)                |                   | -                                                | 베트남, 중화민국, 중화인민공화국, 필리핀                                                      | 북위 16° 4′ 동경 116° 14′  / 북위 16.067° 동경 116.233°                 | 영토 분쟁으로 공해의 주변 배타적경제수역의 소속 또한 논쟁이 있음 |
| (공해)                    | ~180000           | -                                                | 일본                                                                                          | 북위 26° 19′ 동경 135° 52′  / 북위 26.317° 동경 135.867°                | 일본 남쪽 배타적경제수역 안에 있음. |
| (공해)                    | ~100000           | -                                                | 키리바시, 쿡섬, 프랑스령 폴리네시아                                                           | 남위 14° 7′ 서경 158° 35′  / 남위 14.117° 서경 158.583°                 | |
| (공해)                    | ~3700             | -                                                | 프랑스령 폴리네시아                                                                           | 남위 24° 12′ 동경 143° 18′ / 남위 24.2° 동경 143.3°                     | 프랑스의 배타적경제수역 안에 있음. |

아래는 월경지가 바다에 접한 경우이다.
- 동티모르 - 오에쿠시현: 인도네시아 동누사틍가라주에 의해 나뉘어 있음.
- 미국 - 알래스카: 캐나다에 의해 분리되어 있음.
- 브루나이 - 틈부롱구: 말레이시아 영토에 의해 나뉘어 있으며, 틈부롱 대교가 바다를 통해 틈부롱구와 브루네이무아라구를 잇고 있음.
- 오만 - 무산담주: 아랍에미리트 영토에 의해 분리되어 있음.
- 키프로스 - 파랄림니: 북키프로스와 아크로티리 데켈리아, 유엔 키프로스 완충 지대에 의해 나뉘어 있음.

### 과거
- 중국 춘추 전국 시대에는 월경지가 많이 존재했다. 특히 진(晉)나라가 조(趙), 위(魏), 한(韓)으로 분할되었을 때 삼국 모두 국경을 구분하기 어려울 정도로 월경지가 많았다. 특히 위나라는 전성기 때 영토를 확장하면서 너무 많은 월경지가 형성되었고 주변 국가들의 압박으로 쉽게 몰락하였다.
- 서베를린 : 역사적으로 서베를린은 제2차 세계대전 이후 독일이 통일될 때까지 동독에 둘러싸여 있었다. 서베를린 바깥에도 동독 영토에 둘러싸여 서베를린으로 가려면 동독 영토를 거쳐야 하는 또다른 월경지들이 있었다.
  - 슈타인슈튀켄(영어판, [[:Steinstücken:{{{5}}}|언어 오류(steinstücken)판]]): 서독의 월경지이면서, 또한 서베를린의 월경지였다. 미국·영국·프랑스·소련 4개국의 독일 분할 점령 이후 1972년까지는 확실한 월경지였다. 1971년 4개국간 협정(Four Power Agreement on Berlin)에 따라, 서베를린 ‘본토’와 슈타인슈튀켄 사이를 잇는 기다란 땅을 동독에서 떼어내서 서베를린으로 편입하고 그곳에 도로인 베른하르트 바이어 가(Bernhard-Beyer-Straße)를 만들게 되었다. 서베를린은 그 대가로 사람이 없는 6개의 월경지를 동독에 양도하고 또한 400만 서독 마르크를 지급하였다. 그런데 이 도로에 속한 다리 밑으로 기존 동독 국영철도가 지나가서 문제가 됐다. 그래서 이 철도가 통과하는 구간은 다리와 다리 위 영공은 서독 서베를린에, 이 다리 아래의 땅(철도 포함)과 영공은 동독에 속하게 하여 타협하였다. 1972년 이 도로가 개통되어 서베를린에 편입됨에 따라 슈타인슈튀켄이 월경지인지 아닌지 모호해졌다.
- 동프로이센: 1차 세계대전에서 독일이 패배하여 신생국 폴란드에 일부 영토를 할양하면서, 바이마르 공화국 시대의 동프로이센은 폴란드 회랑에 의하여 독일 본토와 분리되어 있었다.
- 동파키스탄 : 파키스탄은 인도에 의해 서부(서파키스탄, 현재의 파키스탄)와 동부(동파키스탄, 현재의 방글라데시)로 분리되어 있었다. 1971년 동파키스탄이 방글라데시로 독립하면서 소멸되었다.
- 현재의 전라남도 서남부 : 후삼국 시대 태봉은 900년대 초 왕건을 보내 수군으로 나주시, 진도 등을 거점으로 현재 전라남도의 남서부를 정복하였다. 육로로는 후백제가 사이에 있어 떨어져 있었다. 이는 고려 건국 이후에도 지속되었다가 928년 후백제가 되찾아 소멸하였으나, 935년초 유금필의 출병으로 고려가 되찾았다. 곧 이 월경지로 견훤이 항복해온 이후 936년 후삼국이 통일되어 소멸하였다.
- 동프로이센 : 제 1차 세계대전 이후 폴란드 회랑의 설정에 의해 독일 본토에서 떨어지게 되었다. 현재의 러시아령 칼리닌그라드주(州) 북부에 해당하는 지역.
- 아랍 연합 공화국 : 이집트와 시리아. 1958년에서 1961년까지.
- 자다르 : 전간기(戰間期: interwar period) 달마티아 지방(오늘날 크로아티아)에 있던 이탈리아령의 일방면해지.
- 과다르 : 1783년 오만의 술탄이 이 곳을 차지하면서부터 오만의 영토로 남아있었지만 1958년 오만이 파키스탄에 300만 영국 파운드를 받고 매각하면서 파키스탄의 영토가 됨.
- 월비스베이 : 나미비아(당시 남서아프리카)에 있던 남아프리카의 일방면해지. 1994년 나미비아에 반환.
- 인도와 방글라데시의 국경을 맞대고 있는 지역에 많은 월경지가 존재했다. 2015년 8월 1일에 월경지가 교환되어 국경 문제가 해소되었다.[8]

## 나라별 행정 구역 상의 월경지의 예

### 대한민국

#### 현재

##### 시군구의 월경지
- 부산광역시 부산진구 중앙대로548번길 (범천동) 일대: 부산 동구 범일동에 둘러싸인 위요지로, 부산진구의 월경지 둘이 존재한다.[9]
- 대구광역시 군위군 : 군위군이 2023년 7월 1일 대구광역시로 편입되었지만, 팔공산 국립공원 보호로 인한 개발제한구역으로 지정되어 대구광역시와 군위군을 직접 이어주는 도로가 없기 때문에 대구광역시에서 군위군으로 가기 위해서는 경상북도 칠곡군 동명면을 거쳐가야 하는 실질월경지이다.
- 대구광역시 달성군 다사권역(다사읍, 하빈면) : 1981년 7월 1일 경상북도 달성군 월배읍, 성서읍이 대구직할시에 편입되면서 월경지가 되었다. 1995년 달성군 전역이 대구광역시에 편입되긴 했으나 다사읍, 하빈면은 다른 달성군 지역과 여전히 이격된 월경지이다.[10]
- 인천광역시 강화군 : 원래 경기도 소속일 당시에는 경기도 김포시와 맞닿아 월경지가 아니었으나, 1995년 인천광역시 관할로 편입되면서 인천광역시의 실질월경지가 되었다.
- 인천광역시 옹진군 영흥면 : 경기도 안산시 대부도와 연륙교인 선재대교로 연결되어 있다. 영흥화력발전소 건설 전까지 인천 중구와 페리선으로 연결되었으나 건설 후 모든 여객선 노선이 폐지되었고, 옹진군의 다른 섬들로 가는 여객선도 운항되지 않아 관할 수역으로만 이어진 실질월경지가 되었다.
- 경기도 안산시 단원구 대부동 : 대부도는 주변이 경기도 시흥시, 화성시, 인천광역시 옹진군에 둘러싸여 있다. 원래 경기도 옹진군 소속이었으나, 1995년 옹진군이 인천광역시에 편입될 때, 이 지역은 인천광역시가 아닌 경기도에 잔류하였다(안산시 편입: 1994년 12월 26일). 특히 풍도동은 대부도와 함께 행정상 대부동에 속해 있으나, 대부도는 물론 안산시 모든 지역에서 직접 갈 방법이 없는 실질월경지였으나 지금은 인천에서 출발하는 배가 대부도의 방아머리항을 경유하기 때문에 월경지가 아니다. 대부도는 인천광역시(옹진군)으로의 편입을 원하는 지역 여론도 있고, 안산시에서는 자체적으로 시화호 뱃길[11]을 추진하고 있어, 어느 쪽으로 추진되든 월경지 문제가 부분적으로 해소될 전망이다.
- 전북특별자치도 완주군 이서면 : 전주시와 김제시에 둘러싸여 있다. 1989년 인접해 있던 완주군 구이면의 4개 리(중인리, 용복리, 석구리, 원당리)가 전주시 완산구에 편입되면서 월경지가 되었다.
- 경상남도 김해시 어방동 수영마을 : 주변 논지역은 부산광역시 강서구 식만동에 속해 있다. 가락면이 부산에 편입될 때 주민들은 김해시에 남기를 원해 마을을 둘러싼 논이 부산광역시에 편입되어 월경지가 되었다.
- 전북특별자치도 군산시 옥도면 비안도리 495, 496 (가력도) : 김제시의 구역인 새만금 2호 방조제와 부안군의 구역인 가력배수갑문에 의해 행정구역이 분리되어있다.[12]

##### 실질월경지 또는 읍면동내 월경지
- 서울특별시 금천구 시흥동·독산동의 각 일부 : 시흥동 일부(광명테크노파크 부근)와 독산동 일부(금천교 부근 독산공원, 독산주공 14단지 및 독산한신아파트단지)는 안양천으로 나뉘어 있는 실질월경지이다. 안양천의 직강화(直江化) 이후 행정구역 경계 조정이 되지 않아 발생한 월경지이다.
- 경기도 광명시 철산동의 일부 : 철산동(롯데광명물류센터 및 신구로유수지 쪽) 일부가 안양천으로 나뉘어 있는 실질월경지로 상기 금천구 시흥동의 사유처럼 안양천의 직강화(直江化) 이후 발생하였다.
- 서울특별시 구로구 신도림동 282-38, 양천구 신정동 871-9 등: 위의 사례와 마찬가지로 직강화된 안양천과 행정 경계가 일치하지 않아 발생한 실질월경지들이다.
- 서울특별시 용산구 효창동 1, 2번지 : 효창동 1, 2번지 일대(효창동 13통 1·2·7반[13])는 청파동(3가)의 관할 지역에 완전히 둘러싸여 있는 청파동(3가)의 위요지로, 효창동의 월경지이다.
- 서울특별시 용산구 용산동6가 일부 : 용산동6가 451번지(한강 반포지구 마리나제페) 일원은 용산구의 다른 지역과 한강으로 나뉘어 있어 서초구 반포동을 거쳐야 용산구의 다른 지역으로 갈 수 있는 실질월경지이다.
- 부산광역시 기장군 철마면 송정리, 임기리: 철마산으로 인해 철마면의 다른 곳으로 난 도로가 없으며 금정구나 양산시 동면을 거쳐야 하는 기장군의 실질월경지이다. 특히 임기리 백운산길 일대는 도로가 양산시쪽으로만 나 있어 부산광역시의 실질월경지 또한 된다.
- 대구광역시 달성군 가창면 : 화원읍, 옥포읍과 접해 있어 행정구역상으로는 완전한 월경지가 아니나, 비슬산에 막혀 있는데다 가창면과 달성군의 다른 지역을 잇는 도로가 없어 지리적으로 완전히 분리되어 있는 실질월경지이다.
- 대구광역시 북구 금호동 일부: 금호동 일부가 금호강에 의해 남북으로 격리된 실질 월경지이다.
- 대전광역시 대덕구 갈전동 일부, 부수동, 황호동: 대청호에 의해 소하천의 하구가 깊게 잠겨 대청호의 일부가 됨으로써 갈전동, 부수동, 황호동의 중간이 잠겨 갈전동, 부수동, 황호동의 각 일부 지역이 대청호 동편에 위치한 실질월경지가 되었다.
- 세종특별자치시 금남면 성강리: 세종특별자치시의 나머지와 산지 및 제32향토보병사단으로 인해 단절되어 있다. 본래 충청남도 공주시 반포면 아래에 있었으나 행정중심복합도시 주변 지역을 일괄적으로 편입하는 과정에서 실질월경지가 생겼다.
- 경기도 과천시 주암동 일부: 서울특별시 보건환경연구원을 비롯한 일대 장군마을 지역은 서울특별시 서초구에서만 통행이 가능하여 실질 월경지인 상태이다.
- 경기도 광명시 학온동, 시흥시 과림동의 각 일부: 목감천의 직강화로 실질월경지가 생겼다.
- 경기도 남양주시 수석동 일부: 구리시의 분리 이후 왕숙천을 경계로 하게 되었으나, 왕숙천의 직강화 후 시경계가 바뀌지 않아 실질월경지가 되었다.
- 경기도 남양주시 화도읍 구암리 일부 : 구암3리 지역은 산지로 가로막혀 화도읍의 다른 지역과 직접 연결되는 도로가 없어 구운천을 건너 가평군 청평면 대성리를 통과해야만 왕래할 수 있는 실질월경지이다.
- 경기도 성남시 수정구 일부: 탄천이 수정구를 둘로 나누고 있으며 서울공항으로 인해 탄천 서쪽의 수정구 지역과 탄천 동쪽의 수정구 지역을 잇는 다리가 없어 실질월경지가 존재한다. 양쪽 지역을 오가는 다리인 둔전교는 중원구 성남동에 걸쳐 있다.
- 경기도 안성시 서운면 청용리: 서운면의 인접한 다른 리와는 서운산으로 가로막혀 연결 도로가 없으며, 충청남도 천안시 서북구 입장면 도림리를 거쳐야 서운면의 다른 지역으로 갈 수 있는 실질월경지이다. 서운면, 안성시 뿐만 아니라 경기도 전체의 입장에서도 실질월경지이다.
- 경기도 양평군 단월면 명성리 대부분, 석산리 일부: 소리산으로 인해 단월면의 다른 지역과 직접 통행이 불가하며 강원도 홍천군 서면을 통과해야만 하는 경기도, 양평군 및 단월면의 실질월경지이다.
- 경기도 연천군 백학면 항동리, 매현리, 오음리: 접경지역이며, 장남면으로 인하여 백학면의 다른 지역과는 갈라져 있다.
- 경기도 연천군 전곡읍 늘목리·간파리: 지리적으로는 갈라져 있지 않으나, 도로 사정상 어떤 식으로든 각각 파주시 적성면 적암리를 통과하지 않고는 연천군의 다른 지역으로 갈 수 없는 연천군의 실질월경지이다.
- 경기도 용인시 처인구 모현읍 능원리, 동림리, 오산리: 영역이 덤벨처럼 동과 서의 두 덩이로 나뉘어 있는 데다, 산지로 인해 동서가 분리되어 있어, 광주시 문형동을 거쳐야만 왕래할 수 있는 실질월경지이다. 모현읍 서부의 3개 리는 처인구 관할 전체로 따져도 마찬가지로 월경지이다.
- 경기도 용인시 서농동 일부와 신갈동 일부: 기하적으로는 용인시에 연결돼 있으나, 농서동 서측 일부와 서천동 및 하갈동의 경희대학교 부지는 신갈저수지가 있어 도로상 수원시나 화성시를 거치지 않고는 용인시의 다른 지역과 왕래할 수 없는 실질 월경지이다.
- 경기도 이천시 장호원읍 노탑리 일부(노탑4리): 청미천을 경계로 노탑리의 다른 지역 및 장호원읍, 이천시 전체와 지리적으로 이격되어 있으며, 인근 음성군 감곡면을 거쳐야만 갈 수 있다. 인근 도로인 성주로는 대부분 노탑리와 감곡면 왕장리, 단평리에 걸쳐 있다. 이천시에서 감곡장호원역 진입을 목적으로 청미천을 횡단하는 교량을 건설하고 있다.
- 경기도 하남시 위례동 등: 위례신도시의 하남시 지역인 학암동(하남 위례동)은 남한산 서쪽 줄기와 성남골프클럽 골프장에 의해 다른 하남시와 분리되어 실질월경지가 된다.[14] 성남시와 접한 남한산성로 주변 지역은 버스 정류장의 전산상으로만 하남시인 곳으로 여전히 도보로도 빠져나갈 수 없는 완벽한 실질월경지이다. 창덕여자고등학교 운동장 일부 (216-1, 432-1 번지)는 감일동에 속하지만 학교 담장에 막혀 하남시의 타 지역으로 갈 수 없다. 초이동의 천호대로 이북 일부 지역은 천호대로로 인해 건너편과 단절되어 있다.
- 경기도 평택시 팽성읍 노성리 432: 중간에 둔포천이 있어서 충청남도 아산시를 거쳐가야한다.
- 경기도 화성시 정남면 괘랑리 일부: 황구지천과 오산시로 둘러싸여 있어 정남면, 그리고 화성시의 나머지 부분으로 넘어갈 수 없는 실질월경지이다.
- 경기도 화성시 진안동: 진안행정동은 진안동과 접해있지 않은 지역인 법정동 능동의 일부(서동탄로 일대)를 관할한다. 2007년 1월 능동의 동탄신도시 구역만 신설 행정동인 동탄동에 편입되어 현재와 같이 되었다.
- 강원특별자치도 철원군 갈말읍 정연리: 평강군에서 편입된 지역이다. 처음 편입된 직후에는 연접하고 있었지만 토지 정리 과정에서 동송읍, 김화읍에 의해 떨어져 갈말읍의 다른 지역과 사합점으로 접하게 되었다.
- 강원특별자치도 철원군 임남면: 서쪽으로 원동면과 접하고는 있으나 원동면과의 사이에 북한강이 흐르고, 이를 건너는 교량은 남쪽으로 군 경계를 넘어 화천군에 있기에 실질월경지에 속한다.
- 강원특별자치도 원주시 판부면: 세 법정리인 금대리, 서곡리, 신촌리 사이에 연결된 도로가 없는 실질월경지이며, 일찍이 옛 원주시에 편입되어 동으로 승격된 관설동을 거쳐야 세 리 사이를 이동할 수 있다. 이런 연유로 실제 판부면사무소는 관설동에 위치하고 있다. 판부면 서곡리 산27-2, 산27-3은 다른 판부면 지역과 기하적으로 완벽히 분리되어 있는데 동 지역 편입이 추진중이다. 관설동이 판부면에서 분리된 1973년부터 신촌리가 판부면에 편입된 1982년 사이에는 금대리와 서곡리가 완전히 분리되어 있어 서로 완전한 월경지이었다.
- 강원특별자치도 원주시 호저면 만종리: 원래는 호저면의 다른 지역과 이어져 있었으나, 1973년 호저면 가현리가 원주시 우산동과 태장동에 분할 편입되면서 호저면 본토와 분리되었다. 1938년 사천리, 1955년 우산리가 먼저 원주시에 편입되면서, 가현리와는 이어져 있지만 산으로 가로막힌 실질월경지 상태였다.
- 강원특별자치도 춘천시 남산면 남이섬: 남이섬은 행정구역상 강원특별자치도 춘천시 남산면 방하리에 속하여 있으나 북한강을 사이에 두고 방하리 본토와 분리되어 있으며, 배편이 연결되는 선착장은 경기도 가평군 가평읍 달전리에 있고 생활권도 가평에 속하는 실질월경지이다.
- 강원특별자치도 춘천시 북산면: 소양강휴게소를 제외한 소양호 서쪽 지역(옛 조교출장소)은 화천군과 양구군으로만, 소양호 동쪽의 대곡리는 나룻배로 소양호 서쪽 지역으로만, 대동리는 임도로 인제군으로만 통하는 춘천시의 실질월경지가 된다.
- 강원특별자치도 삼척시 하장면 판문리, 한소리: 지리적으로는 하장면 어리, 대전리와 접하여 있으나 지형적 문제로 통하는 도로가 없어 하장면 타 리로 가기 위해서는 태백시나 정선군을 거쳐야 하는 삼척시와 하장면의 실질월경지이다.
- 강원특별자치도 영월군 무릉도원면 두산리, 운학리: 산지로 인해 영월군의 다른 지역으로 가는 도로가 원주시 신림면 송계리를 지나게 되어 영월군의 실질월경지가 된다.
- 충청북도 보은군 회남면 서탄리 일부: 대청호로 인해 리의 대부분 지역이 다른 서탄리는 물론 다른 보은군 지역과 떨어져 오갈 수 없는 실질월경지이다.
- 충청북도 옥천군 군북면 막지리, 용호리: 1973년 안내면에서 군북면으로 편입된 이후 대청호가 생기면서 군북면의 다른 지역과 연결되는 도로가 단절되어 안내면을 거쳐야만 왕래할 수 있는 실질월경지가 되었다.
- 충청남도 당진시 신평면 매산리 평택·당진항 서부두: 경기도 평택시 포승읍으로만 도로가 통한다. 2015년 5월 4일 행정자치부의 결정으로 서부두 중 서해대교가 통과하는 구간을 비롯한 일부 필지가 평택시로 편입되어[15][16] 당진시 신평면 매산리 976 일원은 당진시와 연결된 어떠한 교량으로도 접근할 수 없는 실질월경지가 되었다.
- 충청남도 금산군 부리면 방우리: 부리면 수통리와 북서쪽으로 접하고는 있으나 갈선산으로 가로막혀 연결 도로가 없으며 금강을 사이에 두고 전라북도 무주군 무주읍 대차리와 연결된 잠수교와 무주읍 내도리 앞섬마을로 연결된 임도만이 존재하여 무주읍을 거쳐야만 부리면 관내 다른 지역과 왕래할 수 있고 생활권도 무주에 속하는 실질월경지이다. 금산군 뿐만 아니라 충청남도 전체와도 실질월경지인 상태인데, 수통리에서 진입하는 도로를 건설하고 있다.

- 전북특별자치도의 일부 지역: 동진강 및 만경강의 직강화로 생긴 실질월경지가 있었고, 강 하구가 토지로 등록되어있던 곳에서 새만금 사업으로 하천구역이 매립 된 뒤 하천이 좁아지면서 새로운 실질월경지가 발생했다.
- 전북특별자치도 익산시 춘포면 춘포리 일부: 만경강 북쪽에 있는 춘포면 대부분 지역과 달리, 춘포리의 마전마을과 구담마을은 만경강의 남쪽에 있으며, 이들 마을에서 춘포리 중심지로 가기 위해서는 전주시 덕진구 강흥동을 거쳐야 하는 익산시, 춘포면의 실질월경지이다.
- 전북특별자치도 완주군 봉동읍 구만리 일원과 고천리 일부: 만경강 북쪽에 있는 봉동읍 대부분 지역과 달리, 이들 지역은 만경강의 남쪽에 있으며, 이들 지역에서 봉동읍의 중심지로 가기 위해서는 용진읍을 거쳐야 하는 봉동읍의 실질월경지이다.
- 전북특별자치도 군산시 옥도면 신시도리 267(신시 수질측정소): 본래 신시도의 일부였으나, 신시배수갑문으로 흘러가는 물길을 내기 위해 신시도의 일부가 포락지가 되었고, 새만금 2호 방조제가 김제시의 행정구역으로 획정되면서[17] 새만금호를 사이에 둔 군산시의 실질월경지가 되었다.
- 전라남도 광양시 광양읍 세풍리 2195~2227: 율촌1일반산업단지의 일부로, 세풍리 본토와는 관할 수역으로만 연결되어 있는 광양시, 광양읍의 실질월경지이다.
- 전라남도 고흥군 도양읍 시산리: 시산도 및 일부 도서에 해당하는 시산리의 바로 옆에는 금산면에 위치한 거금도라는 섬이 접하고 있어 도양읍의 월경지가 된다. 이 때문에 시산리에는 도양읍 시산출장소가 설치되어 있다.
- 전라남도 나주시 공산면 일부, 동강면 진천리: 영암군 시종면과의 경계를 이루는 삼포강의 직강화로 발생한 월경지이다.
- 전라남도 담양군 대덕면 운산리: 대덕면의 다른 곳과 수양산과 매봉산으로 가로막혀 있어 다른 지역으로 이동할 때 화순군 북면 맹리를 거쳐야 하는 담양군의 실질월경지이다.
- 경상북도 상주시 거동동, 인평동, 서곡동: 동성동의 관할 구역 중 월경지로, 동성동의 다른 관할 구역인 성하동 및 성동동과 한 점으로만 접하고 있다.
- 경상북도 포항시 남구 대송면 옥명리 일부: 남구 장흥동에 편입된 필지 때문에 월경지를 갖고 있다.
- 경상북도 예천군 풍양면: 같은 예천군의 지보면과 낙동강을 마주보며 접해 있지만 연결 도로가 삼강~회룡포 강변길에 속하는 인도교인 비룡교와 산행로뿐이어서 도보가 아닌 다른 방법으로 예천군 관할 내 다른 읍면으로 가려면 문경시 영순면이나 의성군 다인면을 거쳐야만 하는 예천군의 실질 월경지이다.
- 경상남도 양산시의 웅상출장소 관할구역(서창동, 소주동, 평산동, 덕계동): 1906년 울산군(현재의 울산광역시) 웅상면이 양산군(현재의 양산시)에 편입되었으며 천성산으로 양산시내와 가로막혀 있어서 정관면과 동면을 거쳐야만 양산시내로 갈 수 있다. 1995년 기장군이 양산군에서 분리되어서 웅상은 양산군의 나머지 지역과 지리적으로 완전히 분리가 되었으며, 부산광역시 기장군 정관읍 월평리를 경유하지 않으면 양산 도심은 물론 양산시 다른 지역으로 갈 수 없는 실질월경지가 되었다. 이 지역은 양산시의 다른 지역보다 울산, 부산에 가까운 생활권이다.
- 제주특별자치도 서귀포시 송산동: 동홍천과 정방폭포, 행정동 동홍동의 주위로 동부(동홍, 토평, 보목동)와 서부(서귀동)가 끊어져 있다.

#### 과거
- 옹진반도: 분단 이후 조선민주주의인민공화국과의 경계가 38도선으로 일괄확정되었기 때문에 남쪽으로 삐져나온 당시 황해도의 옹진반도 및 그 부속도서들이 대한민국의 월경지가 되었다. 한국전쟁 이후 조선민주주의인민공화국이 차지함으로써 월경지는 소멸되었다.
- 황해도 벽성군: 분단으로 동쪽의 옹진반도 지역과 해주에 붙은 지역이 갈라져 월경지가 되었다. 황해도를 폐지하면서 서쪽의 옹진반도는 옹진군에, 동쪽은 연백군에 편입하여 소멸하였다. 한국전쟁 이후 이북 5도 행정 체계상 구 벽성군의 옹진반도 3개면은 옹진군수 예하에서 면장을 임명하지만 해주시 이동 지역은 벽성군수 아래에서 면장을 임명한다.
- 경기도 고양군 뚝도면 : 지금의 서울특별시 광진구 전역과 성동구 성수동, 송정동, 동대문구 장안동, 중랑구 면목동 및 송파구 잠실동, 신천동 지역에 해당한다. 1936년에 고양군의 일부 (한지면, 용강면, 은평면, 연희면 전역, 숭인면 일부)가 경성부에 편입되면서 고양군의 나머지 지역과 분리되어 월경지가 되었다. 1949년에 숭인면과 함께 이 지역 또한 서울특별시에 편입되면서 소멸되었다.
- 경기도 부천군 : 1940년 군의 문학면, 남동면, 부내면, 서곶면이 인천부에 편입되면서 부천군의 도서 지역(지금의 옹진군과 인천광역시 중구 영종동, 용유동)이 부천군의 월경지가 되었다. 1973년에 소사읍의 부천시 승격과 동시에 도서 지역은 옹진군에 편입되고 나머지 지역은 김포군, 시흥군 등으로 분할 편입되어 소멸되었다.
- 경기도 양주군 : 1963년 군 중앙부의 의정부읍이 의정부시로 승격되고 노해면과 구리면 일부가 서울특별시 성북구에 편입되면서, 지금의 구리시 및 남양주시 일대가 양주군의 월경지가 되었다. 1980년에 이 지역을 남양주군으로 분리 신설함으로써 소멸되었다. 물론 이 지역에 해당됐던 면인 내동면 고산리, 입암리, 별비곡면 덕동리 등도 월경지였는데 각각 지금의 진접읍 지역과 상계동 지역을 관할했었다고 한다.
- 경기도 시흥군 : 1973년 군 중앙부의 안양읍이 안양시로 승격되면서, 지금의 과천시, 군포시, 의왕시 일대가 시흥군의 월경지가 되었다. 1989년에 시흥군이 시흥시, 군포시, 의왕시로 분할됨으로써 소멸되었다.
- 경기도 인천시 월미도: 본래 월미도는 인천광역시 동구 만석동의 부속도서로, 제방으로 인해 육지와 연륙된 이후에도 만석동에 속하였고, 1968년 인천시의 구 설치 이후 중구와만 연륙되어 동구의 다른 지역과 분리되어 있는 모양이었다. 1973년 7월 중구에 편입되어[18] 월경지가 해소되었으며 북성동1가에 속하게 되었다.
- 인천광역시 서구 청라도 일대: 2010년 검암동, 경서동, 연희동, 원창동 일부 지역을 청라동으로 분리하면서 청라도 등 청라국제도시의 구역에 포함되지 않는 경서동 지역이 검암경서동의 월경지가 되었다. 2018년 7월 1일 법정동 청라동의 설치와 동시에 해당 월경지는 전부 청라3동에 편입되어 소멸되었다.
- 세종특별자치시 한솔동(행정동) : 2012년 세종특별자치시가 출범할 때 세종시의 모든 법정동을 관할하는 행정동으로 한솔동이 설치되었다. 법정동들이 금강 남쪽과 북쪽에 모두 설치되어 있으며 금강 수역의 행정 구역은 연기면 세종리로 설정되었기 때문에 한솔동 행정동은 형식 상 연기면으로 인해 양분되어있는 월경지였다. 2017년 금강 이남의 법정동들을 관할하는 행정동인 보람동이 신설되어 월경지가 소멸되었다.
- 세종특별자치시 합강동: 2020년 7월 연동면 합강리의 행정중심복합도시 지역에 합강동이 설치되고, 해당 지역을 소담동에서 관할하게 되었다. 합강동에서는 금강을 건너야 소담동으로 갈 수 있으며, 금강 수면은 연기면 세종리의 지적에 등록되어 있어 합강동은 소담동의 월경지가 된다. 2022년 7월 세종리 등의 동 전환과 함께 금강과 미호천의 중심선을 기준으로 행정동 경계가 조정되어 월경지가 소멸되었다.
- 충청남도 공주시 반포면 국곡리 : 산지로 인해 반포면의 인접한 다른 리로 연결되는 도로가 전혀 없어 연기군 금남면 두만리를 거쳐야 하는 실질월경지였다. 2012년 세종특별자치시 출범과 함께 금남면에 편입되어 소멸되었다.
- 충청남도 대덕군 진잠면, 기성면, 탄동면 : 1983년 군의 유성읍 전역, 진잠면, 탄동면 대부분 및 기성면 일부가 대전시에 편입되면서 대덕군의 다른 지역과 분리되어 월경지가 되었다. 1989년에 대덕군 전역이 대전직할시에 편입되면서 소멸되었다.
- 충청남도 대덕군 신탄진읍 장동리 : 1961년 주한 미군 기지 캠프 에임스가 조성되면서 신탄진읍(당시 북면)의 다른 지역과 직접 연결되는 유일한 도로가 단절되어 회덕면(1983년 대전시 동구에 편입)을 거쳐야만 신탄진읍 관내 다른 지역으로 갈 수 있는 실질월경지가 되었다. 회덕동과도 계족산으로 가로막혀 장동고개를 넘어야 왕래할 수 있어 자연 지형이 아닌 군사 시설에 의해 월경지가 된 드문 사례로, 1989년 대덕군이 대전직할시에 편입될 때 장동리 일원을 신탄진동 대신 회덕1동에 편입하면서 소멸되었다.
- 충청남도 연기군 동면 : 연기군 조치원읍 및 남면과 접해 있기는 했지만 미호강으로 갈라져 직접 연결되는 교량이 전혀 없고 도로망은 모두 충청북도 청원군 방향으로만 나있어 청원군을 거쳐야만 연기군의 다른 지역과 연결되는 실질월경지였다. 2010년 행정중심복합도시 도로망인 연청로의 일부로서 남면과 동면을 연결하는 월산교가 개통하고 2012년 세종특별자치시가 출범할 때 인접한 청원군 부용면이 세종시에 편입되면서 소멸되었다.
- 경상북도 달성군 공산면, 해안면(1940년 동촌면으로 개칭) : 1938년 군의 성북면, 달서면, 수성면이 대구부에 편입되면서, 공산면과 해안면이 달성군의 월경지가 되었다. 두 면은 1957년 대구시에 편입되었으나, 공산면은 1963년 다시 달성군으로 환원되어 여전히 달성군의 월경지로 남았다가 1981년 최종적으로 대구직할시에 편입되어 소멸되었다.
- 경상남도 창원시 성산구 반송동 : 동 전체가 의창구에 의해 둘러싸여 있는 성산구의 월경지였으나 2019년 7월 15일 의창구 땅이었던 창원스포츠파크 일대가 성산구 중앙동에 편입되어 월경지가 소멸되었다.
- 경상남도 창원시 의창구 두대동, 삼동동 일부: 충혼로의 지적이 성산구 중앙동으로 등록되어 있으며 창원종합운동장마저도 성산구 중앙동에 편입되어 충혼로의 동쪽에 있으면서 의창구 팔룡동 관할 땅인 두대동과 삼동동의 일부는 성산구의 위요지, 의창구의 월경지가 된다. 2021년 7월 1일 창원천 동쪽에 위치한 대원동 일대를 의창구 팔룡동(행정동)에서 성산구 중앙동(행정동)으로 편입시켜 해소되었다.
- 함경북도 경흥군 풍해면 : 1936년 경흥군 나진읍이 나진부로 승격되면서 풍해면(豊海面)은 나머지 경흥군과 산으로 이어진 실질월경지가 되었다. 나진읍 철주동이 웅기로 편입되면서 참월경지가 되는것은 면하였다. 조선민주주의인민공화국의 행정구역으로는 1949년에 부령군의 동부 지역과 경흥군 풍해면이 라진시와 합쳐 라진군으로 강등되면서 소멸되었으나, 대한민국의 명목상 행정구역으로서는 여전히 유효하다.
- 제주도 북제주군 : 1955년에 제주읍이 제주시로 승격되면서 나머지 지역이 제주시의 사이를 두고 월경지가 된다. 2006년 제주특별자치도의 출범과 동시에 제주시와 통합되어 소멸되었다.
- 제주도 남제주군 : 1981년에 서귀읍과 중문면이 서귀포시로 승격되면서 나머지 지역이 서귀포시의 사이를 두고 월경지가 된다. 2006년에 제주특별자치도의 출범과 동시에 서귀포시와 통합되어 소멸되었다.
- 경기도 광명시 광명동, 서울특별시 구로구 개봉동, 천왕동의 각 일부 : 목감천의 직강화로 발생한 실질월경지였지만, 1973년과 1995년의 행정구역 경계 조정에 따라 소멸되었다.
- 경기도 광명시 옥길동 : 행정동인 광명6동 관할하에 있는 옥길동은 1983년 광명시로 편입되었으나 광명시의 다른 지역과 목감천으로 나뉘어 있는데다 연결되는 다리조차 없어서 서울특별시 구로구 천왕동을 거쳐서 가거나 경기도 시흥시 과림동을 거쳐서 가야만 광명시의 다른 지역으로 갈 수 있는 실질월경지였다. 당시 광명시내로 가는 화영운수 3번 시내버스 역시 구로구 천왕동과 오류동, 개봉동을 거쳐서 갔다. 하지만 1990년대 광명6동과 옥길동 간 연결다리인 광화교와 광남1교가 개통되면서 실질월경지에서 벗어났다.
- 경기도 광명시 철산동 일부 : 1995년 2월 28일까지는 철산동 일부(철산교 서울구간 근방)가 안양천으로 나뉘어 있는 실질월경지였고, 안양천의 직강화(直江化) 이후 발생하였다. 1995년 3월 1일 행정구역 조정으로 서울특별시 금천구 가산동으로 편입되면서 소멸했다.
- 경기도 부천시 역곡3동 : 법정동인 괴안동의 일부 지역과 옥길동의 일부 지역을 관할하고 있었으며, 두 지역은 범박동 및 서울특별시 구로구 항동을 사이에 두고 분리되어 있다. 동주민센터는 괴안동에 있었으며 2019년 7월 책임읍면동제의 실시로 범안동으로 통합되어 월경지가 소멸되었다. 책임읍면동제 폐지와 함께 옥길동이 행정동으로 신설되며 부활된 역곡3동은 괴안동의 일부만을 관할한다.
- 경기도 화성시 반정동 일부: 일부 지역이 수원시에 둘러싸여 있어 도로상으로 화성시의 다른 지역으로 접근할 수 없는 실질 월경지였다.[19] 2020년 7월 24일 경계 조정으로 실질월경지가 소멸되었다.
- 서울특별시 영등포구 신도림동 (현 구로구 신도림동과 영등포구 대림동) : 1949년 서울특별시 편입 이후, 신도림동 중간이 구로동에 가로막힌 월경지였으나, 1980년 구로구 분구로 법정동 신도림동 중 영등포구 잔류지역이 법정동 대림동이 되면서 소멸했다.
- 충청남도 계룡시 두마면 일부 (현 엄사면): 2003년 논산시 두마면이 계룡시로 승격되면서 행정 구역이 두마면, 남선면, 금암동으로 삼분할되었다. 금암동의 분리로 인해 잔여 두마면의 영역의 동과 서가 산지로 분리되어 있어 양 지역 사이에 연결되는 도로가 없는 실질월경지였다. 2006년 서부 지역이 엄사면으로 분리되어 실질월경지가 소멸되었다.
- 익산군 오산면 : 1974년 7월 1일 익산군 북일면을 이리시에 편입하여 월경지가 되었다. 1995년 이리시와 익산군을 익산시로 통합하여 소멸했다.
- 창원군(의창군) : 창원시, 진해시, 마산시의 승격으로 군역이 3개로 쪼개져 월경지가 되었다. 동쪽의 월경지는 1983년 웅동면을 진해시로, 천가면(가덕도)를 부산직할시로 편입하여 소멸했다. 이후 1995년 북쪽의 월경지를 창원시로, 서쪽을 마산시로 통합, 창원군을 폐지해 월경지가 소멸했다.
- 전라남도 승주군 해룡면 : 순천군 순천읍, 도사면과 해룡면 왕지리, 조례리, 연향리가 순천시로 승격되어 월경지가 되었다. (관할 수역으로 이어져 있었다.) 1995년 순천시와 승주군을 통합하여 소멸되었다.
- 경상북도 포항시 남구 연일읍 강북 지역: 1957년에 달전면이 폐지되면서 달전동, 학전동, 자명동, 유강동 이상 4개동이 연일읍(당시 연일면)에 편입되었는데, 1983년에 연일읍 일부가 포항시에 편입되면서 4개동은 형산강으로 막혀 포항시를 경유하지 않으면 연일읍소재지로 갈 수 없는 실질월경지가 되었다. 2006년에 유강대교가 개통하면서 소멸되었다.
- 경상북도 영일군 : 포항시를 사이에 두고 군역이 남북으로 쪼개졌다. 흥해읍과 연일읍이 가늘게 연결되어 있었으나 연일읍의 4개동과 다른 연일읍 사이에 형산강이 흘러 포항시를 경유하지 않으면 갈 수 없는 실질 월경지였다. 1995년에 포항시와 영일군이 통합하면서 월경지는 소멸되고 남쪽 월경지는 포항시 남구에, 북쪽은 북구에 편입되었다.
- 충청남도 아산시 삼일아파트 일원: 음봉면 산동리에 속한 삼일아파트 102동부터 111동과 달리 101동만은 탕정면 동산리에 속하였는데, 도로상으로는 음봉면 지역을 거치지 않고는 탕정면의 다른 지역으로 갈 수 없는 탕정면의 월경지였다. 그러나 이 구역을 음봉면으로 편입하면서 월경지가 소멸되었다.
- 경상남도 울산군(울주군) : 1962년에 울산군이 울산시와 울주군으로 분리되면서 농소면과 강동면은 울산시를 경유하지 않으면 다른 울주군 지역으로 갈 수 없는 실질월경지가 되었다. 1995년에 울산시·군이 통합한 뒤에도 울주군의 실질월경지였다가, 1997년에 울산시가 광역시로 승격하면서 신설 북구에 편입되어 소멸되었다.
- 전라북도 김제시 새만금 2호 방조제 (진봉면 심포리 2413~2444): 새만금 내부 매립 이후 연륙되는 모양을 반영하여 내부지역의 행정구역이 획정되기 전에 방조제의 행정구역이 결정되면서 월경지가 되었다.[12] 2016년 5월 김제시에서는 진봉면 심포리로 2호방조제의 세부 행정구역을 획정하고[20] 2016년 6월에 지적도에 등재되어[21][22] 이 지역은 진봉면의 월경지이자 심포리의 월경지이기도 했다. 그러나 2020년 11월 국도 제12호선이 개통되어 도로로 연결되었으며, 2025년 2월 도로가 김제시의 행정구역으로 결정되었다.
- 전라남도 영암군 보길면, 노화면, 넙도면(지금의 내리, 방서리), 소안면, 송지면, 완도군 서부:해남에서 배로 가야 해서 노화도, 보길도, 넙도, 소안도, 해남군 남부, 완도군 서부는 영암의 월경지였다. 그러나 1896년 4월 1일 근처 장흥, 보성, 영암, 해남 등의 섬들을 완도군으로 통합되어 모두 완도군 소속이 되었다. 나머지 영암의 월경지는 해남군에 흡수되었다.

### 조선민주주의인민공화국
- 함경북도에서 청진시가 청진직할시로 승격되면서 무산군을 편입하여 남북으로 갈라져 월경지가 되었다. 청진직할시가 폐지되면서 월경지가 소멸되었다.
- 함경남도 함흥시 래일로동자구: 2001년 8월 함주군 상창리와 평안남도 대흥군 흑수리 일부를 함흥시에 편입하였다.[23]
- 방현동이 평안북도 구성시에서 평양직할시에 편입되어 월경지가 되었다.

### 일본
일본은 행정구역 합병을 많이 했는데, 그 과정에서 월경지가 되도록 편입시키는 경우가 잦다. 군 또한 월경지를 갖는 경우가 많은데, 이런 현상이 일반적일 뿐만 아니라, 군은 행정 상 실질적인 역할을 하지 않기 때문에 여기에 일일이 나열하지는 않았다.
- 가고시마현 가고시마시 사쿠라지마(옛 사쿠리지마정)는 1914년의 대규모 분화('다이쇼 대분화')로 사이의 바다가 메워져 가고시마 시와 반대편인 오스미반도(다루미즈시)로만 육지로 연결되어 있었다. 1950년 동부지역이 가고시마에 편입되었고[24], 2004년에는 서부지역이 가고시마 시에 편입되어 월경지가 되었다.[25][26] 그러나 24시간 운항되는 페리를 통해 가고시마 시와 연결된다.[27]
- 가나가와현 가와사키시 아사오구의 오카가미는 도쿄도 마치다시와 가나가와 현 요코하마시에 둘러싸여 있는 월경지이다.
- 군마현 다카사키시의 신마치는 후지오카시, 다마무라정, 사이타마현에 둘러싸여 있는 월경지이다.
- 군마 현 기류시는 미도리시에 의해 양분되어 있다.
- 기후현 오가키시는 구 오가키 시와 접하지 않는 곳들을 합병하여 시의 영역이 3개로 쪼개져 서로 월경지가 되었다.
- 아오모리현 고쇼가와라시, 나카도마리정, 소토가하마정은 각각 월경지를 보유하고 있다. (각각 옛 시우라 촌 영역, 옛 나카사토 정/고도마리 촌 영역, 옛 민마야 촌 영역)
- 오사카부 이즈미사노시, 센난군 다지리정, 센난시는 각각 간사이 국제공항에 월경지를 보유하고 있다.[28][29]
- 와카야마현 히가시무로군의 기타야마촌 전체는 나라현과 미에현에 둘러싸인 월경지로, 지자체 전체가 다른 현에 둘러싸인 경우는 이 곳이 유일하다.
- 와카야마 현 신구시 중 옛 구마노가와 정에 해당하는 지역 또한 나라 현과 미에 현에 둘러싸인, 와카야마 현과 신구 시의 월경지이다.
- 히로시마현 히로시마시 아키구의 야노 정 지구(옛 아키 군 야노 정)는 아키 군 가이타정을 지나지 않고는 갈 수 없는 실질월경지이다.
- 히로시마 현 오타케시는 하쓰카이치시에 둘러싸인 월경지(위요지)를 여럿 보유하고 있다.
- 홋카이도 구시로 종합진흥국 구시로시의 옛 온베쓰 정 영역
- 홋카이도 히야마 진흥국은 오시마 종합진흥국에 의해 양분되어 있다.

### 중화인민공화국
- 중화인민공화국 허베이성 랑팡시 북3현(싼허시, 다창 후이족 자치현, 샹허현): 랑팡시는 베이징시와 톈진시에 끼인 월경지를 가지고 있다. 이 월경지는 랑팡시의 월경지이면서 허베이성의 월경지이기도 하다.
- 베이징 수도 국제공항의 부지의 일부가 베이징시 순이구 소속이고 주변 지역도 순이구로 둘러싸여 있으나 나머지 일부가 차오양구의 월경지이며 정식 주소가 차오양구로 되어 있다.

### 중화민국
- 타이완성 지룽시는 신베이시(직할시)에 둘러싸인 타이완성의 월경지이다.

### 카타르
- 도하는 일부 내륙 지역이 알와크라에 둘러싸인 월경지이다.

### 미국
- 미국 켄터키주의 켄터키 벤드는 미주리주와 미시시피강에 둘러싸여 켄터키주 내의 다른 지역에서 미주리주 또는 테네시주를 거치지 않고는 갈 수 없는 월경지이다.
- 미국 뉴욕 리버티섬은 뉴저지주 수역에 둘러싸여 있다.[30][31]
- 미국 워싱턴주 포인트로버츠는 캐나다와 바다에 둘러싸여있어, 캐나다를 거쳐가거나 선박을 거치지 않고는 갈 수 없는 월경지이다.

### 독일
- 독일의 브레멘주는 브레멘 시와 브레머하펜으로 갈라져 있다. 그리고 니더작센주에 둘러싸여 각각 위요지와 일방면해지로 되어 있다.

### 벨기에
- 벨기에 독일어 공동체 : 남북으로 관할 구역이 나뉘어 있다.[32]

### 스위스
- 스위스 상당수의 주는 월경지를 보유하고 있다.

### 오스트리아
- 티롤주 - 동티롤(리엔츠 군): 제1차 세계대전 이후 티롤의 일부 지역이 오스트리아에서 이탈리아의 영토로 편입되어 동티롤 지역은 북티롤과 분리된 월경지가 되었다.

### 보스니아 헤르체고비나
- 오자크 : 스릅스카 공화국과 크로아티아 사이에 끼여 있는 보스니아 헤르체고비나 연방 및 포사비나 주의 월경지이다. 포사비나 주의 나머지 지역은 보스니아 헤르체고비나 연방과 스릅스카 공화국 양쪽에 속한 브르치코 행정구와 접해 있다.

### 기타
- 파나마의 엠베라워우난 특구는 관할 구역이 둘로 나뉘어 있다.
- 에티오피아의 남부국민민족인민주의 게데오(Gedeo) 지구는 시다마주의 분리로 남부국민민족인민주의 월경지가 되었다.
- 천주교 서울대교구는 천주교 의정부교구를 사이에 둔 월경지 형태의 관할 구역을 가지고 있다(황해감목대리구).

## 같이 보기
- 사합점
- 내륙국
- 한 나라와만 국경을 맞대고 있는 나라
- 땅거스러미
- 격외영토
- 언어섬

## 참고 문헌
- 백지국(2008), 조선시대 창원도호부권역의 월경지에 대한 일검토, 경남대학교 대학원
- 남영우(2006), 폐쇄적 공동체의 성립과 발달(The Formation and Classification of Gated Communities), 한국도시지리학회지